# Старицинське сільське поселення
Стари́цинське сільське поселення (рос. Старицинское сельское поселение) — сільське поселення у складі Парабельського району Томської області Росії.
Адміністративний центр — село Стариця.
Населення сільського поселення становить 526 осіб (2019; 609 у 2010, 924 у 2002).
Село Львівка та присілок Комбарс були ліквідовані 2014 року.

## Склад
До складу сільського поселення входять:
| Населений пункт      | Населення, осіб (2002) | Населення, осіб (2010) |
| -------------------- | ---------------------- | ---------------------- |
| Комбарс, присілок    | 1                      | 0                      |
| Львівка, село        | 3                      | 0                      |
| Новиково, присілок   | 105                    | 79                     |
| Осипово, селище      | 32                     | 2                      |
| Стариця, село        | 502                    | 372                    |
| Тарськ, присілок     | 202                    | 121                    |
| Усть-Чузик, присілок | 79                     | 35                     |